# ICloud
iCloud è un servizio di personal cloud-storage di Apple. Presentato ufficialmente il 6 giugno 2011 al WWDC 2011, il servizio permette di conservare foto, video e  documenti degli utenti. È previsto un piano gratuito da 5GB, espandibile con un piano a pagamento denominato iCloud+. Il servizio è collegato ad un account Apple ed è tipicamente utilizzato da Mac, iPhone e iPad, anche se esistono client per altre  piattaforme.
La sincronizzazione automatica include Mail, Contatti, Calendario, file su iCloud Drive, Trova il mio iPhone, Note, Promemoria, Pages, Number, Keynote, Freeform, Foto, il servizio di memorizzazione delle Password, e il servizio di backup.
La Home Page di iCloud è diventata personalizzabile a partire dal novembre 2022.
iCloud fornisce accesso a 5 GB: uno spazio di archiviazione gratuito per i dati.
iCloud permette la sincronizzazione automatica di immagini, brani musicali e contatti tra i vari dispositivi dell'utente. È necessario disporre di un ID Apple, cioè l'identificativo Apple creato dall'utente (solitamente al primo avvio del suo dispositivo).
A partire dal 2011, iCloud si basa su Amazon AWS e Microsoft Azure (come ammesso nel libro bianco sulla sicurezza di iOS pubblicato nel 2014). Nel 2016, Apple ha siglato un accordo con Google per l'utilizzo di Google Cloud Platform per alcuni servizi di iCloud.

## Descrizione
iCloud, integrato a partire da OS X Lion e iOS 5, nasce come sostituto a MobileMe, della stessa casa di Cupertino. Durante il WWDC 2011 di giugno, il CEO Steve Jobs ha mostrato le differenze tra i due servizi. MobileMe integrava nel suo sistema di condivisione solo le e-mail, i contatti e i calendari.
iCloud è un sistema per archiviare i contenuti multimediali dell'utente su server remoti, condivisi tra i vari dispositivi in possesso dell'utente: iPhone, iPad, iPod touch, Mac e PC Windows. Grazie alla tecnologia push vengono inviati a tutti i dispositivi via rete senza fili (3G o Wi-Fi), automaticamente e senza che si debba fare nulla se non configurare la modalità di funzionamento dal relativo pannello di controllo. Se si acquista un brano musicale, si scatta una foto, si redige un documento o un foglio dati, tali file verranno automaticamente scritti o aggiornati su ogni dispositivo dello stesso utente.
Analogamente possono essere tenuti sincronizzati e memorizzati sia in locale sia nella "nuvola" remota il proprio calendario di impegni, la posta elettronica e i contatti. Una funzione accessoria è la geolocalizzazione, ovvero la possibilità di condividere con contatti scelti la propria posizione, rilevata dal GPS del dispositivo, e di ritrovarlo in caso di smarrimento.
I servizi attualmente offerti includono:
- iCloud Mail, Calendar, Contatti, Promemoria e Safari (sincronizzazione di preferiti, cronologia e pannelli aperti del browser);
- iCloud Backup: possibilità di eseguire backup e ripristini di iPad e iPhone direttamente dal cloud;[8]
- iCloud Drive: archiviazione, sincronizzazione e condivisione di file tra dispositivi iOS (con l'app Files in iOS 11) e macOS (tramite Finder);[9]
- iCloud Photo Library: sincronizzazione e conservazione di tutta la libreria fotografica in remoto e possibilità di condivisione degli album tra più persone;
- Dov'è (software): geolocalizzazione del dispositivo e possibilità di resettarlo da remoto;
- iCloud Portachiavi: sincronizzazione delle password di sistema e del browser tra tutti i dispositivi.

## Tariffe
Ogni utente ha a disposizione 5 GB di spazio gratuito per la sincronizzazione di e-mail, documenti e backup (escluse applicazioni e musica) ed è possibile estendere lo spazio attraverso un abbonamento a cadenza mensile. iCloud+ è l'abbonamento cloud premium di Apple, il cui prezzo varia a seconda del Paese.
Nel 2024, in Italia le cinque tariffe sono:
- 50 GB a € 0,99 mensili
- 200 GB a € 2,99 mensili
- 2 TB a € 9,99 mensili
- 6 TB a € 29,99 mensili
- 12 TB a € 59,99 mensili[10]

Da settembre 2017, con iOS 11, è possibile condividere il proprio piano tariffario con gli altri utenti della Famiglia.

## Diffusione
Ad aprile 2012, il servizio contava oltre 125 milioni di utenti registrati.
In ottobre 2022, il servizio iCloud registra un cambiamento radicale nell'interfaccia grafica:
- riquadri ingranditi;
- comode anteprime;
- pagina personalizzabile.[13]

## Servizi aggiuntivi
iCloud offre inoltre dei servizi aggiuntivi, disponibili solo per gli utenti abbonati ad iCloud+
- Nascondi la mia e-mail è un servizio aggiuntivo ideato da Apple che consente di creare indirizzi e-mail unici e casuali[14] che inoltrano i messaggi alla casella di posta privata, in modo da poter inviare e ricevere e-mail senza dover condividere il vero indirizzo e-mail.[15]
- iCloud domini personalizzati è un servizio aggiuntivo ideato da Apple che consente di gestire domini e-mail personalizzati su iCloud. A partire dall'aggiornamento di iOS 15.4, è sufficiente accedere alle impostazioni e da lì decidere ciò che è più consono.[16]
- iCloud Private Relay è un servizio aggiuntivo ideato da Apple che, all'interno dell'app Safari, permette di nascondere l'indirizzo IP del telefono al sito web che si vuole visitare, mediante invio e ricezione a due server (relay) diversi. I dati viaggiano criptati.[17] Protegge anche la risoluzione delle query DNS e il traffico HTTP non sicuro in tutte le app[18].
- iCloud Relay Location è un servizio aggiuntivo ideato da Apple che, all'interno dell'app Safari, lascia impostare il rilevamento della posizione basato su IP a livello nazionale anziché a livello locale. Il vero IP viene nascosto come in una VPN, con la differenza che non viene persa la locazione a livello di nazione; quindi, i contenuti veicolati dai siti web sono sempre coerenti alla propria nazione.
- Video sicuri di HomeKit è un servizio aggiuntivo ideato da Apple che permette di proteggere con la crittografia end-to-end i video delle telecamere di sicurezza associate al proprio account.